# Belfried von Dünkirchen

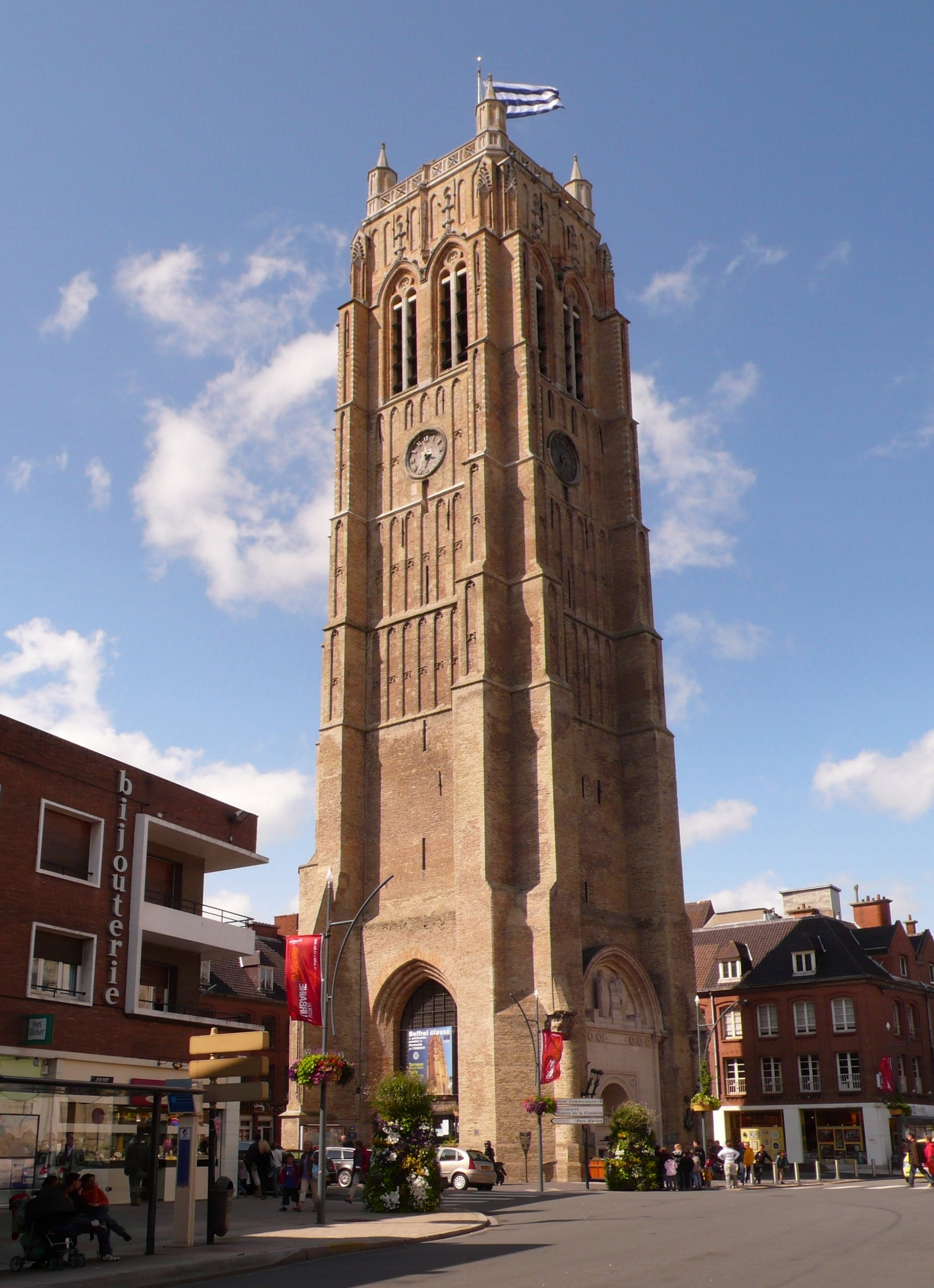
Der Belfried von Dünkirchen

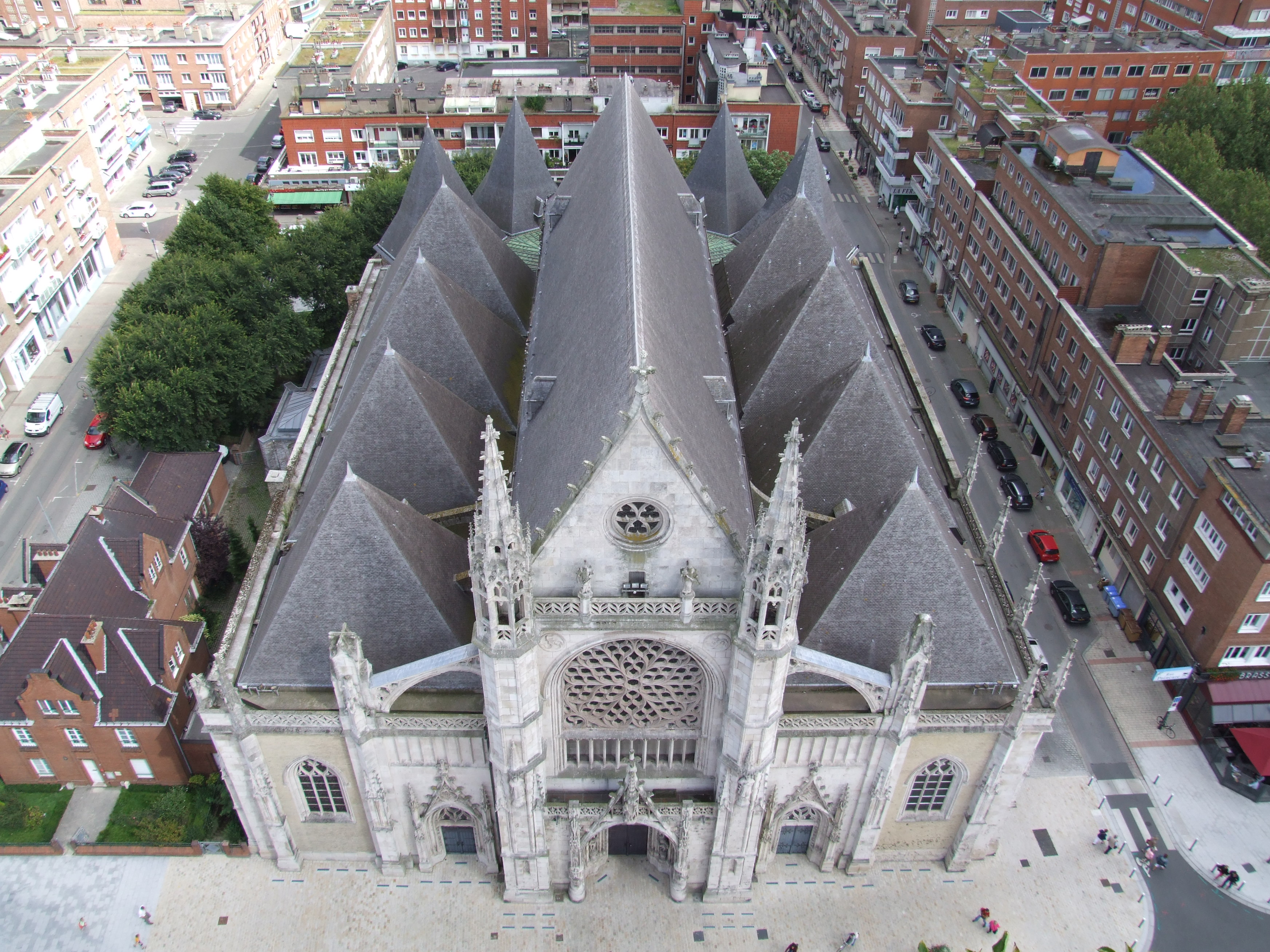
Blick auf die Kirche Saint-Éloi von der Aussichtsplattform des Belfried

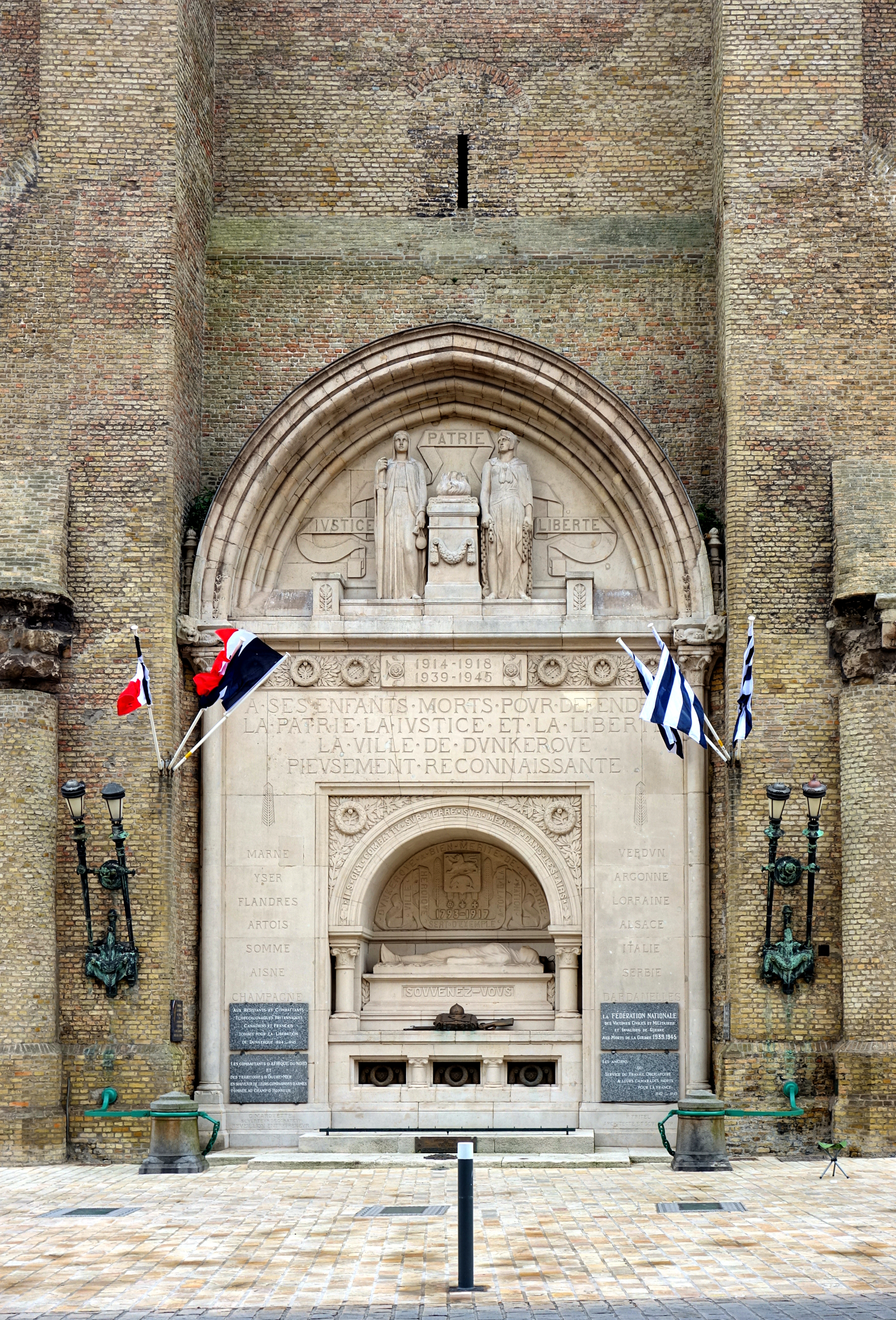
Denkmal für die Gefallenen des Ersten Weltkrieges

Der Belfried von Dünkirchen, auch Belfried Saint-Eloi (französisch Beffroi de Dunkerque), ist ein Wahrzeichen von Dünkirchen, seit 1916 nationales französisches Kulturdenkmal und seit 2005 Weltkulturerbe. Von den drei mittelalterlichen Backsteintürmen unter den Belfrieden Nordfrankreichs ist er als einziger weitgehend in seiner mittelalterlichen Substanz erhalten. Große architektonische Ähnlichkeit hat er mit zwei weiteren Türmen der Backsteingotik in Küstennähe, nämlich dem ehemaligen Kirch- und heutigen Leuchtturm Westkapelle (Oberfeuer) in der niederländischen Provinz Zeeland und dem Turm der Danziger Marienkirche.
Als Aussichtspunkt gewährt der Turm einen Panoramablick auf Stadt und Hafen. Er dient außerdem der benachbarten Kirche Saint-Éloi als Glockenturm und besitzt ein Glockenspiel. Im Erdgeschoss befindet sich ein Tourismusbüro.

## Geschichte
Der Turm wurde im Jahr 1233 als Wachturm und auch als Orientierungspunkt und Leuchtturm für die Seefahrer des Bischofs von Cambrai und des Stadtherrn erbaut. Nachts wurde auf dem Turm für diesen Zweck ein Feuer unterhalten. Die Aufgabe des Türmers, der vor herannahenden Feinden warnt, nachts das Ausbrechen von Bränden beobachtet und dann alarmiert und das Leuchtfeuer entzündet und unterhält, war 600 Jahre lang der Familie Garcia anvertraut.
In der Mitte des 15. Jahrhunderts wurde der Turm auf die aktuelle Höhe von 58 Metern aufgestockt und zum Glockenturm der Kirche Saint-Éloi (Sankt Eligius) ausgebaut, in die er integriert wurde.
Die Zerstörung der Kirche bei der Eroberung und Plünderung der Stadt durch den französischen Marschall Thermes 1558 überstand er unbeschadet. Beim Wiederaufbau der Kirche schon ab 1560 reichte das Geld nicht, den 60 Meter langen Kirchenbau bis zum Turm weiterzuführen. Zunächst mit einer fensterlosen Mauer verschlossen, entsteht 1782 an gleicher Stelle eine neue Fassade im Stil der Antike, womit Belfried und Kirche bewusst getrennt werden. Diese Trennung wurde durch die neugotische Fassade von 1889, die die baufällig gewordene Fassade im antiken Stil ersetzte, dauerhaft. Heute verläuft eine Straße zwischen Kirche und Belfried.
Die Aussichtsplattform wurde 1836 renoviert und neu gestaltet.
An der Südseite, zur Kirche hin, wurde 1923 ein Denkmal für die mehr als 500 Gefallenen des Ersten Weltkrieges der Stadt errichtet, das von Pierre Fritel gestaltet wurde.
Die Breite des rechteckigen gotischen Turmes, der aus hellen Ziegelsteinen erbaut wurde, beträgt an der Basis 15 Meter, am höchsten Punkt 8 Meter. Die Fundamente gründen 1,70 Meter tief.

## Glockenspiel
Das alte Glockenspiel in Form eines Carillon, das 1853 von Gaspard Malo gespendet wurde, wurde 1940 im Zweiten Weltkrieg bei einem Bombenangriff zerstört, als der Turm ausbrannte. 48 der aktuellen Glocken wurden 1962 in Annecy von Paccard gegossen. 2005 wurde die Steuerung des Glockenspiels ebenfalls von Paccard erneuert und es wurden 2 Glocken ergänzt, so dass jetzt 50 Glocken für 4 Oktaven zur Verfügung stehen. Die Glocken wiegen zusammen 17 Tonnen. Davon wiegt die größte, die Bordun Jean Bart, alleine 7 Tonnen. Das Steuerinstrument wiegt 400 Kilogramm. Sein Bedienpult, mit dem es per Hand gespielt werden kann, ähnelt entfernt einem Orgelspieltisch. Soweit nicht konzertiert wird, wird automatisch alle viertel Stunde eine kleine Melodie gespielt, und zwar:
1. Zur vollen Stunde La Cantate à Jean Bart
2. Zum Viertel nach der vollen Stunde die « Ta lire, ta loure » sur l’air de « Polichinelle »
3. Zur halben Stunde L’air du Carillon de Dunquerque
4. Zum Viertel vor der vollen Stunde L’air du Reuze[6]

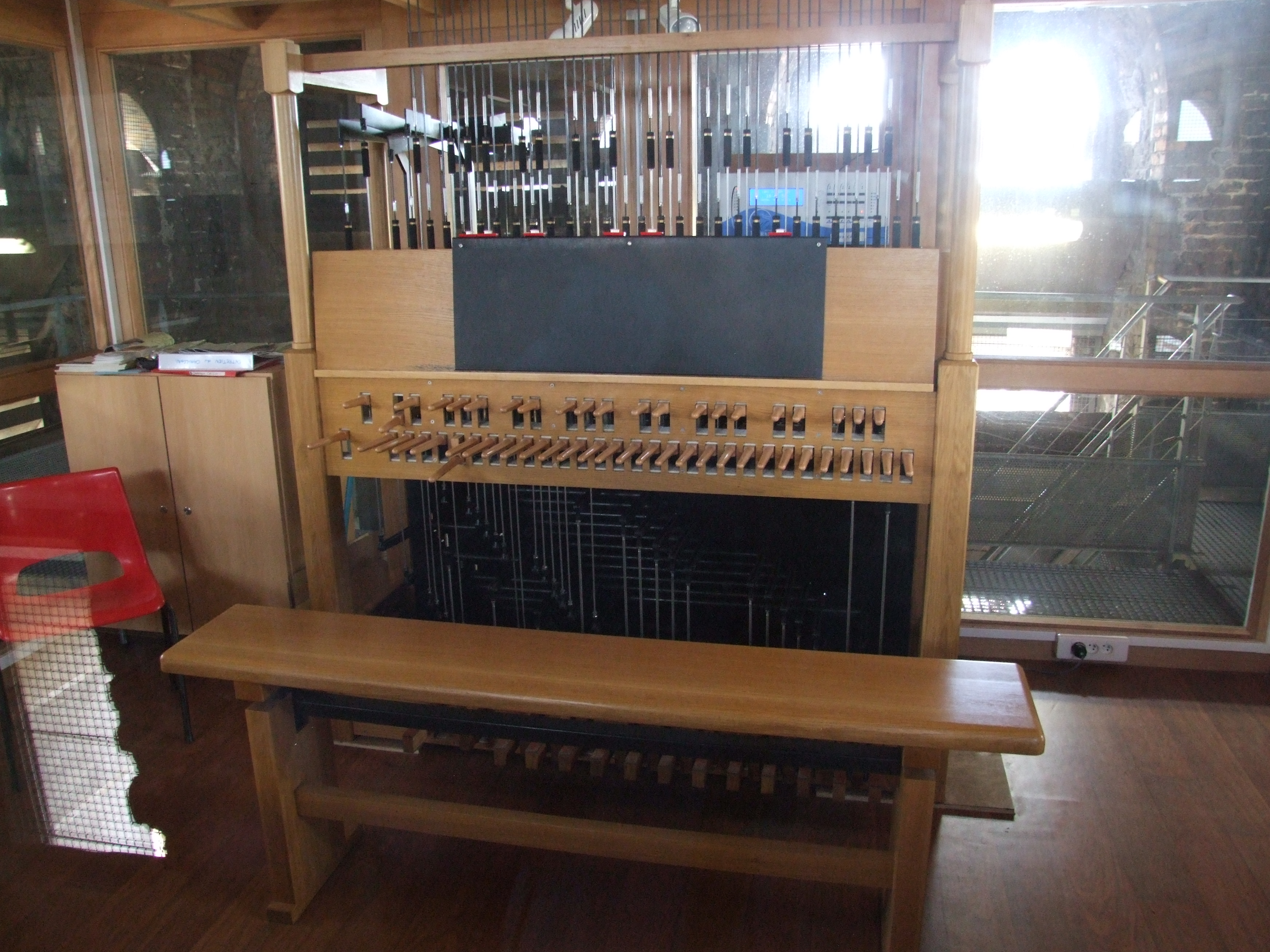
Spieltisch des Carillon
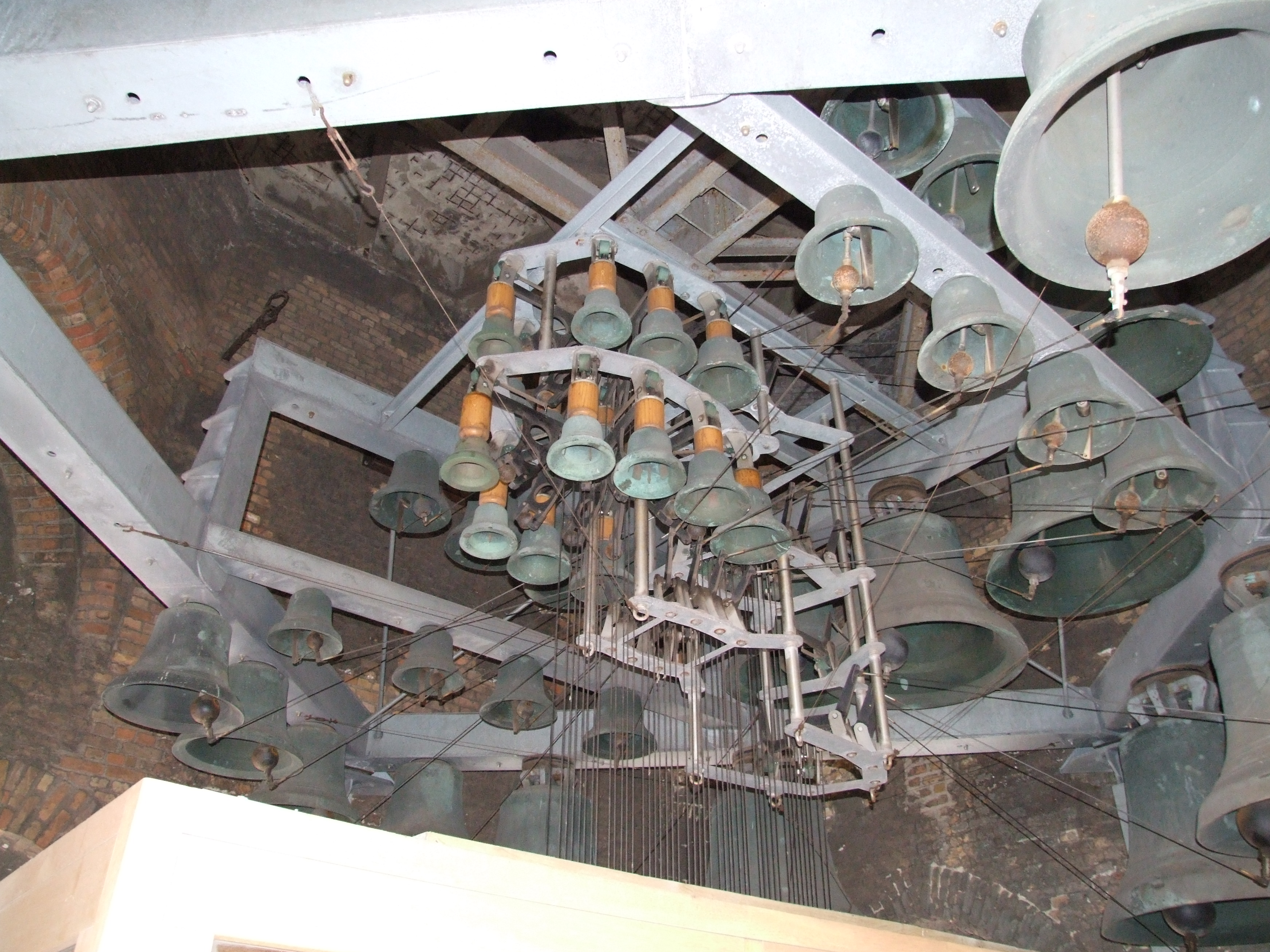
Blicke auf die 50 Glocken des Carillon
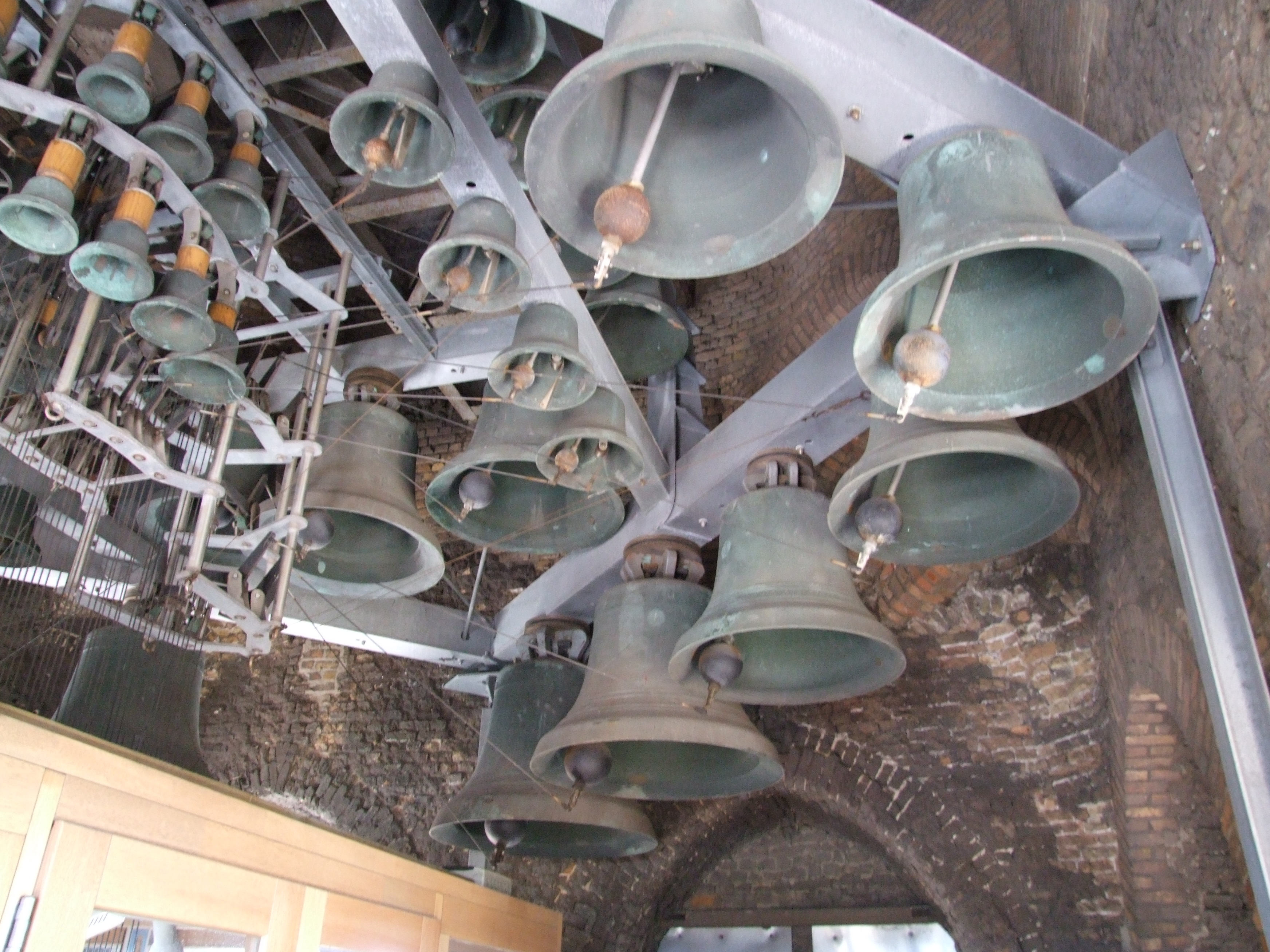
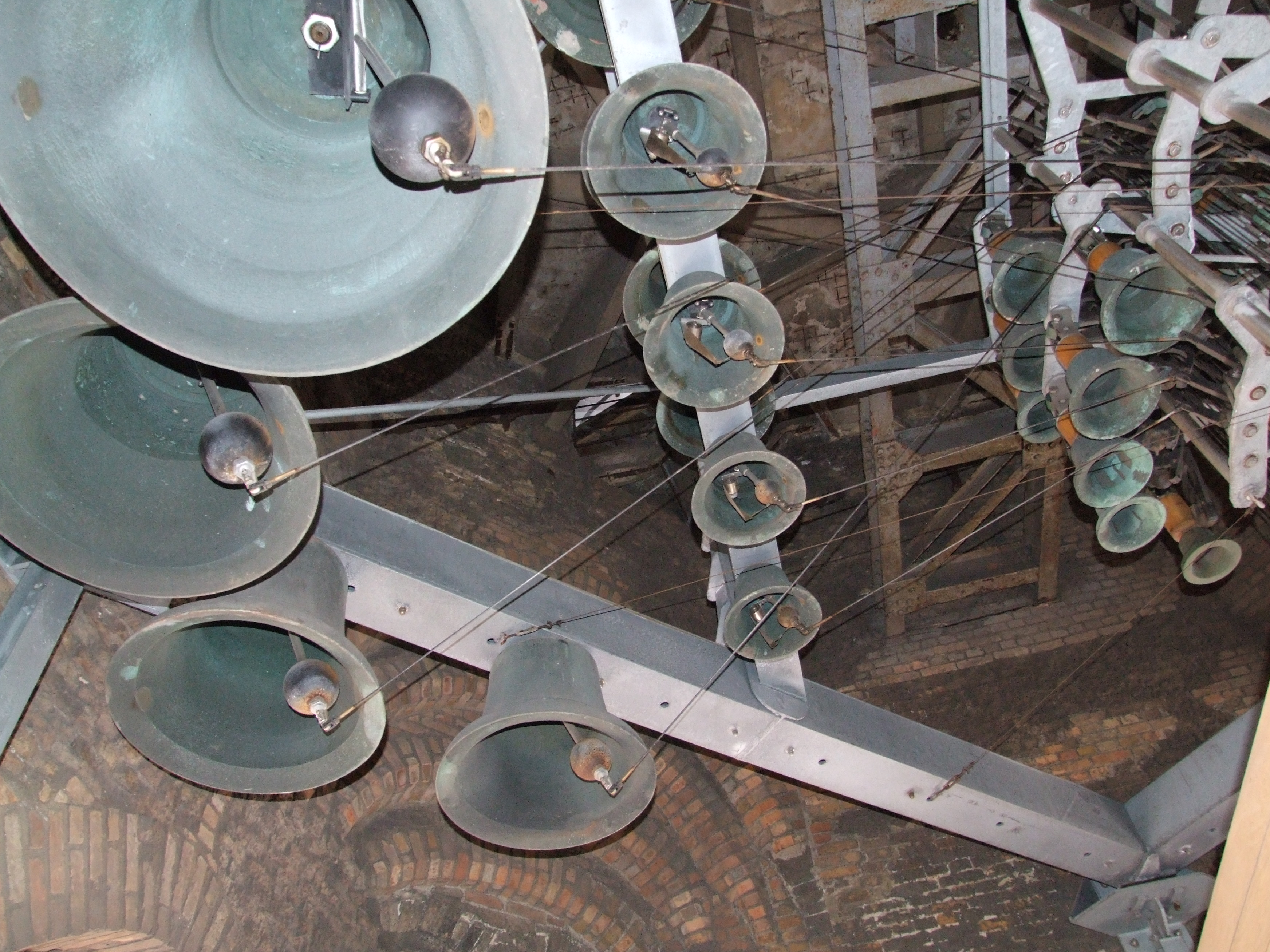
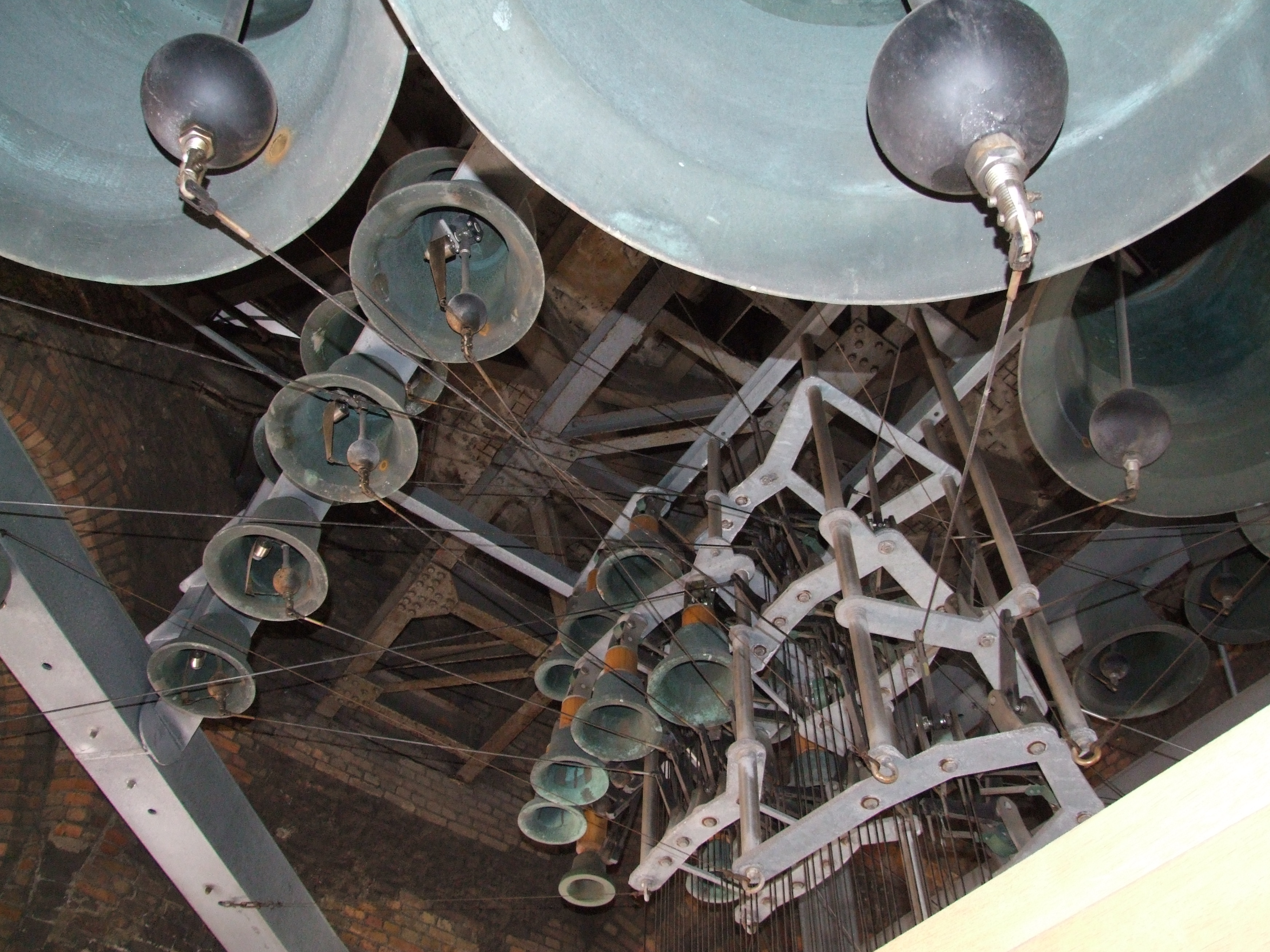
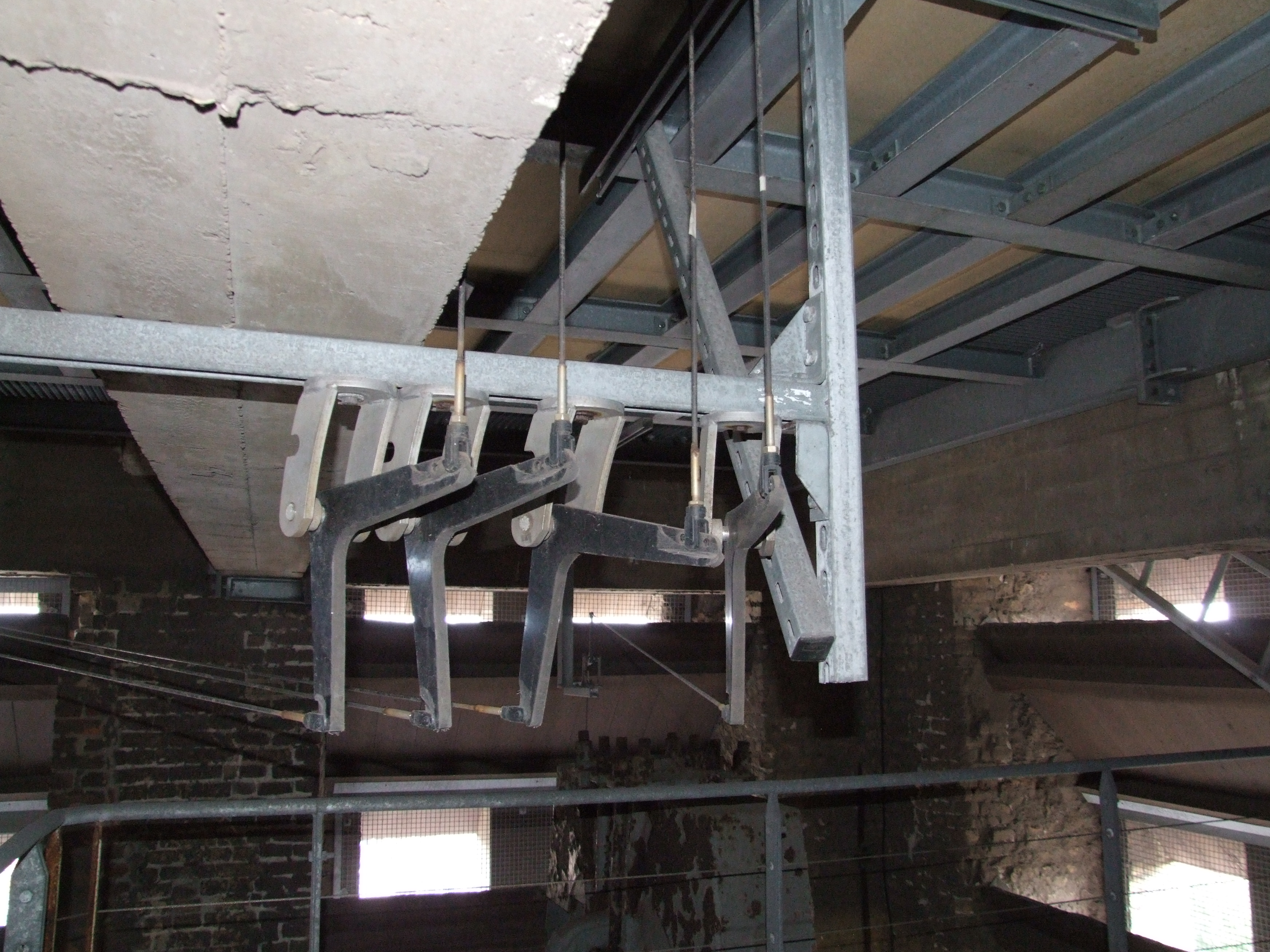
Detail der Mechanik

## Galerie Panoramablick vom Belfried

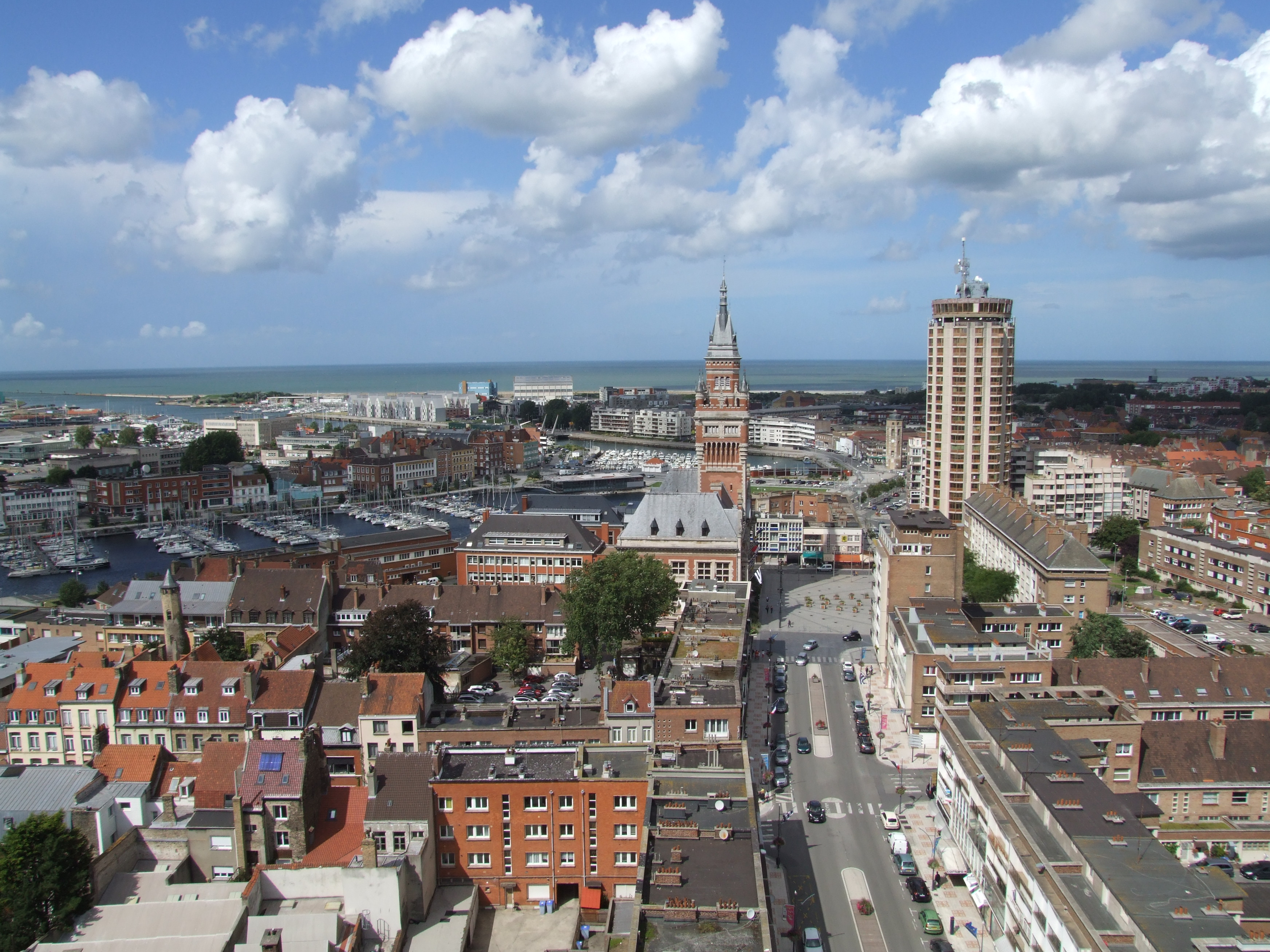
Panoramablick Richtung Nord-Osten auf das Hotel de Ville
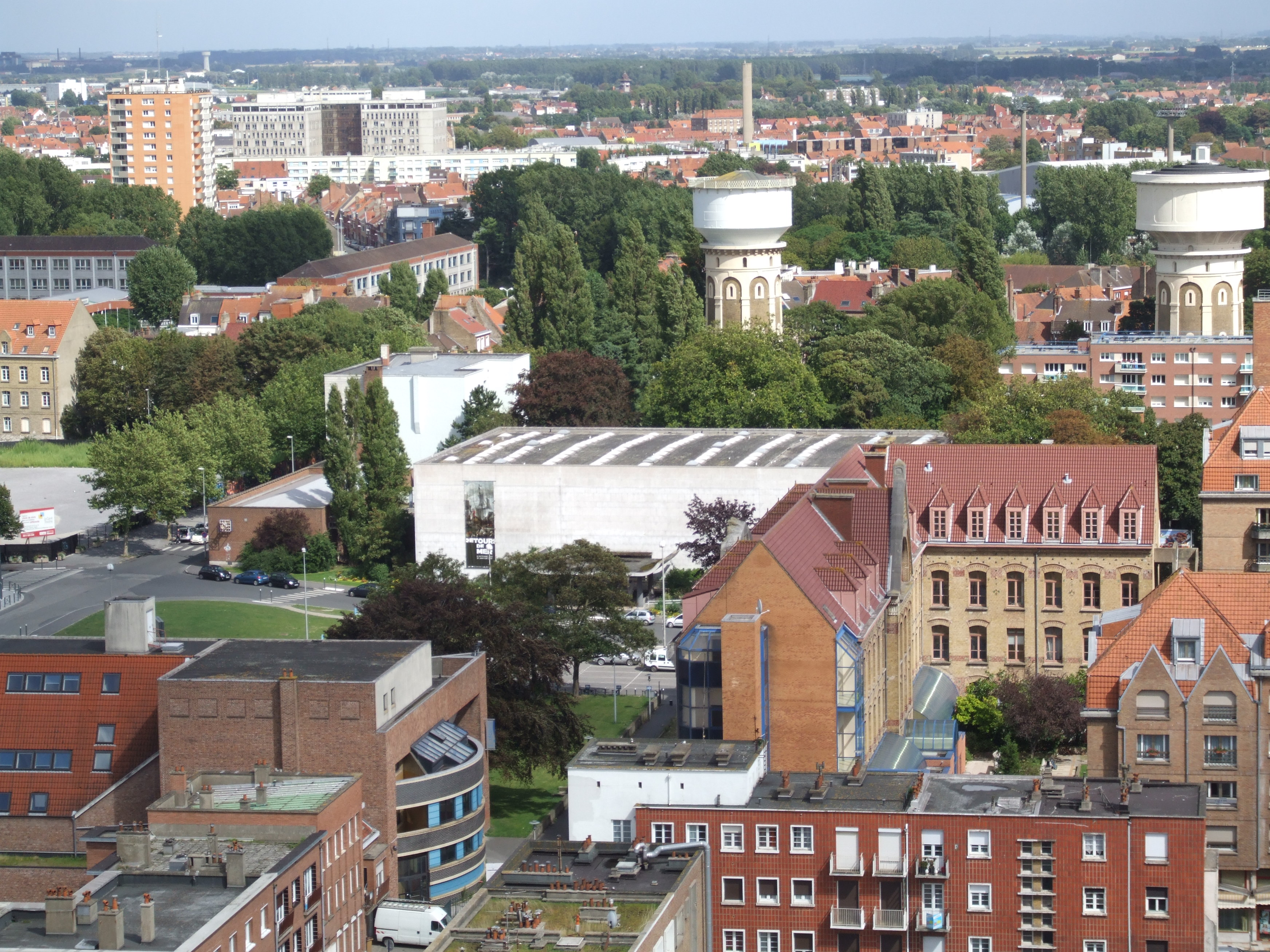
Blick auf das Museum für Schönen Künste und die beiden Wassertürme
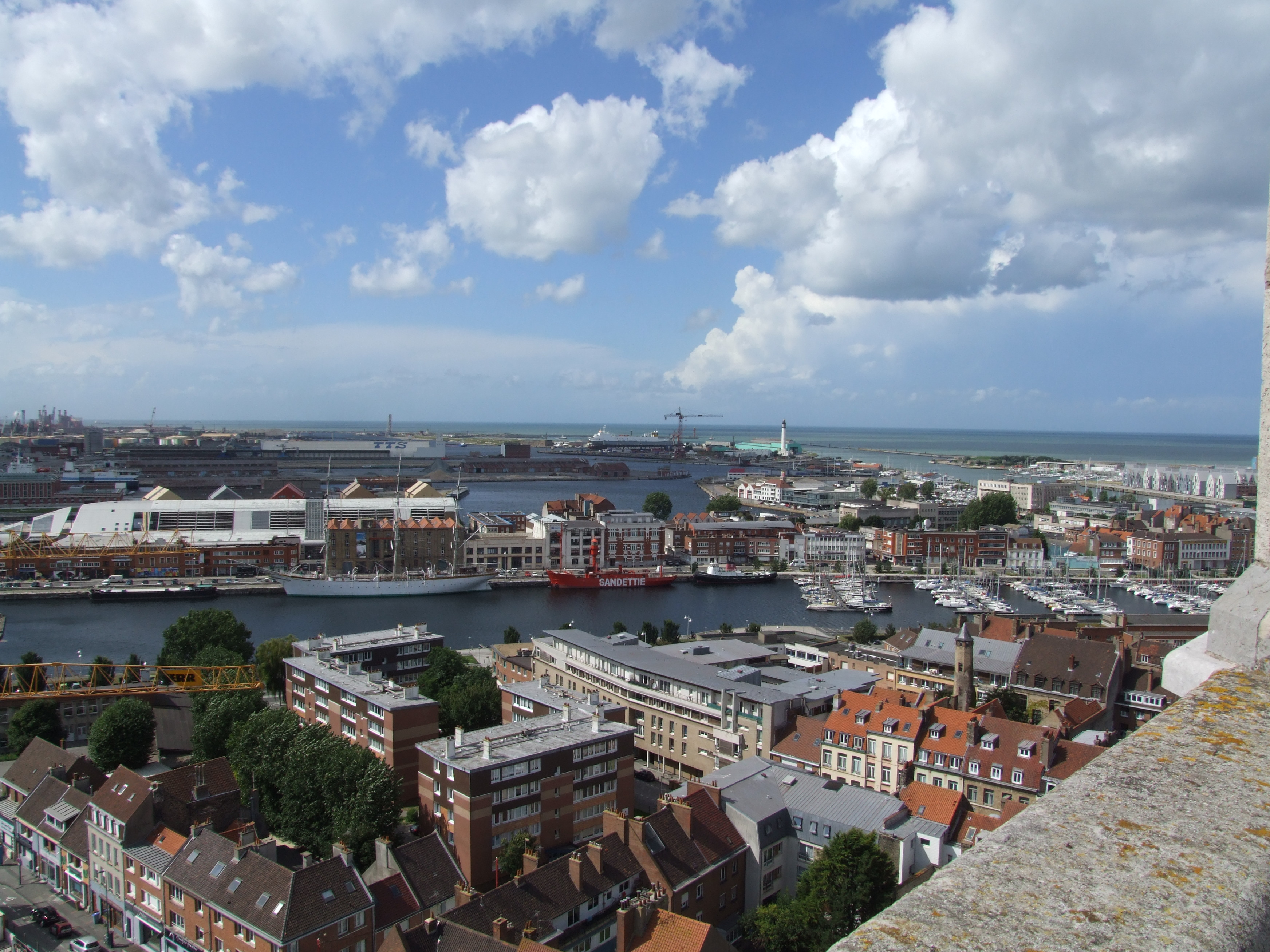
Blick nach Norden auf den Hafen…
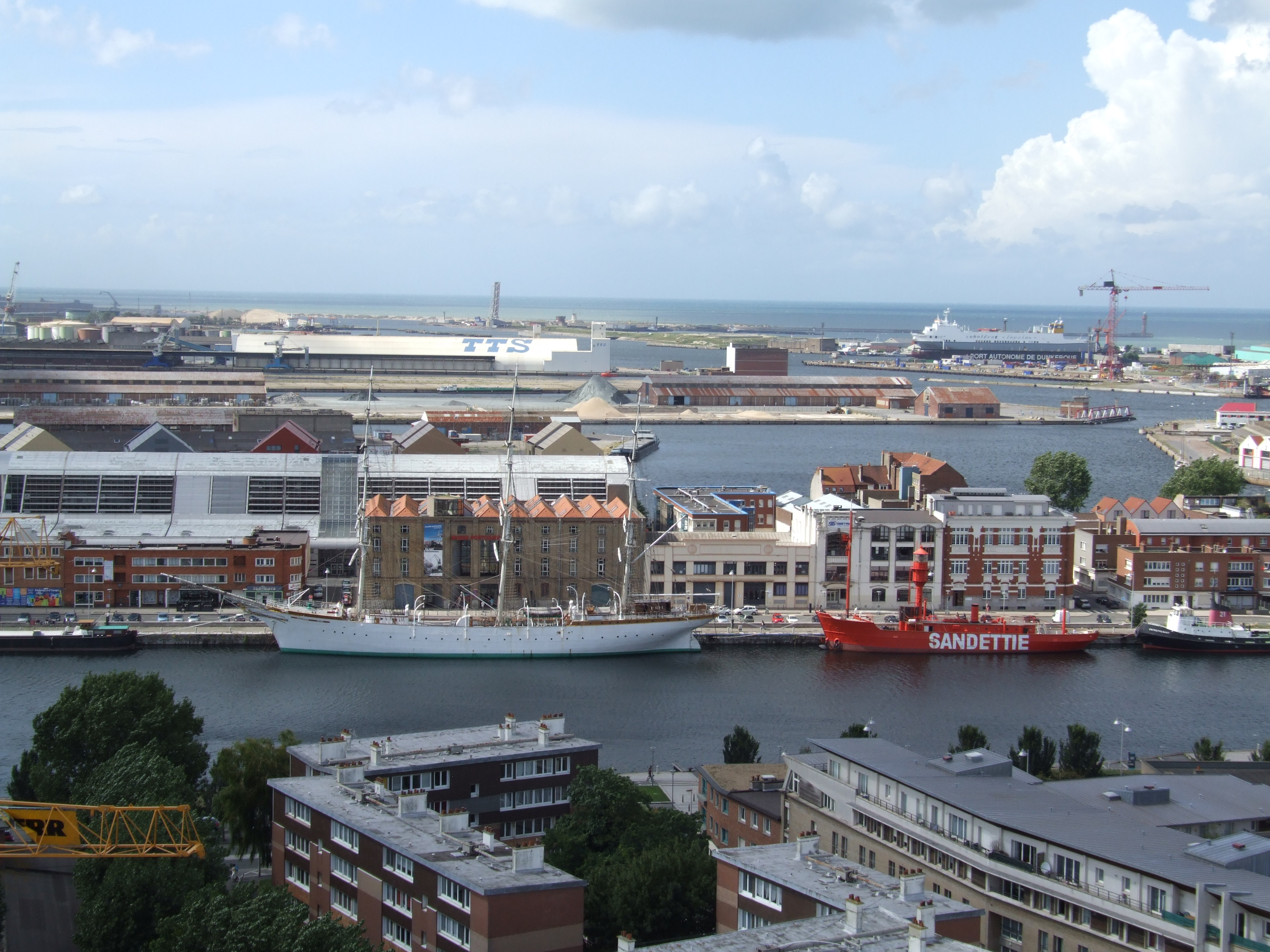
Blick fokussiert auf das Hafenmuseum, das Segelschiff Duchesse Anne und das Feuerschiff Sandettié

## UNESCO-Eintrag
Der UNESCO-Eintrag in die Weltkulturerbeliste lautet: 943-039 Beffroi de l’église St-Eloi de Dunkerque, Dunkerque, Nord, Nord Pas de Calais, France